# Gambit elefant
|  | No s'ha de confondre amb Parany de l'elefant. |

El Gambit Elefant (també anomenat Contragambit del peó de dama, Contraatac del centre o Contraatac Englund) és una obertura d'escacs poc jugada, que comença amb els moviments:
1.e4 e5
2.Cf3 d5!?
Tot i que aquesta obertura es considera dubtosa, l'ha feta servir sovint el Mestre de Barbados Philip Corbin.
|  |

## Línies
Les blanques poden capturar qualsevol dels dos peons negres amb avantatge, ja sigui amb 3.exd5 o 3.Cxe5. Quan quedi sense el centre de peons, el negre estarà en una posició pssiva amb les blanques clarament amb la iniciativa en tant que controlen més espai.

### 3.exd5
Les possibles respostes negres a 3.exd5 inclouen 3...e4 i 3...Ad6 (el gambit elefant pròpiament dit). 3...Dxd5 recupera el peó, però deixa a les blanques amb un fort avantatge de desenvolupament després de 4.Cc3.

#### 3...e4
Després de 3...e4 4.De2 Cf6 el joc podria continuar: 
- 5.d3 Dxd5 6.Cbd2 Ae7 7.dxe4 De6 i les blanques mantenen el peó d'avantatge, tot i que el desenvolupament de les negres és relativament fluïd.
- 5.d3 Ae7 6.dxe4 0-0 7.Cc3 Te8 8.Ad2 Ab4 9.0-0-0, amb avantatge blanc (Nick de Firmian).
- 5.Cc3 Ae7 6.Cxe4:
  - 6...Cxd5 7.d3 0-0 8.Dd1 Ag4 9.Ae2 f5 10.Cg3 Cc6 11.c3 amb un petit avantatge per les blanques, com a Salomonsson–H. Sorenson, Malmo 1982 (de Firmian).
  - 6...0-0 7.Cxf6+ Axf6 8.d4 Te8 9.Ae3 amb clara superioritat blanca (de Firmian).

Després de 3...e4 4.De2, la partida Tal-Lutikov, Tallinn 1964 va continuar 4...f5 5.d3 Cf6 6.dxe4 fxe4 7.Cc3 Ab4 8.Db5+ c6 9.Dxb4 exf3 amb 10.Ag5 cxd5 11.0-0-0 Cc6 donant avantatge a les blanques.

#### El gambit elefant pròpiament dit: 3...Ad6
|   | a | b | c | d | e | f | g | h |   |
| 8 | a8 negres torre · b8 negres cavall · c8 negres alfil · d8 negres dama · e8 negres rei · g8 negres cavall · h8 negres torre · a7 negres peó · b7 negres peó · c7 negres peó · f7 negres peó · g7 negres peó · h7 negres peó · d6 negres alfil · d5 blanques peó · e5 negres peó · f3 blanques cavall · a2 blanques peó · b2 blanques peó · c2 blanques peó · d2 blanques peó · f2 blanques peó · g2 blanques peó · h2 blanques peó · a1 blanques torre · b1 blanques cavall · c1 blanques alfil · d1 blanques dama · e1 blanques rei · f1 blanques alfil · h1 blanques torre | a8 negres torre · b8 negres cavall · c8 negres alfil · d8 negres dama · e8 negres rei · g8 negres cavall · h8 negres torre · a7 negres peó · b7 negres peó · c7 negres peó · f7 negres peó · g7 negres peó · h7 negres peó · d6 negres alfil · d5 blanques peó · e5 negres peó · f3 blanques cavall · a2 blanques peó · b2 blanques peó · c2 blanques peó · d2 blanques peó · f2 blanques peó · g2 blanques peó · h2 blanques peó · a1 blanques torre · b1 blanques cavall · c1 blanques alfil · d1 blanques dama · e1 blanques rei · f1 blanques alfil · h1 blanques torre | a8 negres torre · b8 negres cavall · c8 negres alfil · d8 negres dama · e8 negres rei · g8 negres cavall · h8 negres torre · a7 negres peó · b7 negres peó · c7 negres peó · f7 negres peó · g7 negres peó · h7 negres peó · d6 negres alfil · d5 blanques peó · e5 negres peó · f3 blanques cavall · a2 blanques peó · b2 blanques peó · c2 blanques peó · d2 blanques peó · f2 blanques peó · g2 blanques peó · h2 blanques peó · a1 blanques torre · b1 blanques cavall · c1 blanques alfil · d1 blanques dama · e1 blanques rei · f1 blanques alfil · h1 blanques torre | a8 negres torre · b8 negres cavall · c8 negres alfil · d8 negres dama · e8 negres rei · g8 negres cavall · h8 negres torre · a7 negres peó · b7 negres peó · c7 negres peó · f7 negres peó · g7 negres peó · h7 negres peó · d6 negres alfil · d5 blanques peó · e5 negres peó · f3 blanques cavall · a2 blanques peó · b2 blanques peó · c2 blanques peó · d2 blanques peó · f2 blanques peó · g2 blanques peó · h2 blanques peó · a1 blanques torre · b1 blanques cavall · c1 blanques alfil · d1 blanques dama · e1 blanques rei · f1 blanques alfil · h1 blanques torre | a8 negres torre · b8 negres cavall · c8 negres alfil · d8 negres dama · e8 negres rei · g8 negres cavall · h8 negres torre · a7 negres peó · b7 negres peó · c7 negres peó · f7 negres peó · g7 negres peó · h7 negres peó · d6 negres alfil · d5 blanques peó · e5 negres peó · f3 blanques cavall · a2 blanques peó · b2 blanques peó · c2 blanques peó · d2 blanques peó · f2 blanques peó · g2 blanques peó · h2 blanques peó · a1 blanques torre · b1 blanques cavall · c1 blanques alfil · d1 blanques dama · e1 blanques rei · f1 blanques alfil · h1 blanques torre | a8 negres torre · b8 negres cavall · c8 negres alfil · d8 negres dama · e8 negres rei · g8 negres cavall · h8 negres torre · a7 negres peó · b7 negres peó · c7 negres peó · f7 negres peó · g7 negres peó · h7 negres peó · d6 negres alfil · d5 blanques peó · e5 negres peó · f3 blanques cavall · a2 blanques peó · b2 blanques peó · c2 blanques peó · d2 blanques peó · f2 blanques peó · g2 blanques peó · h2 blanques peó · a1 blanques torre · b1 blanques cavall · c1 blanques alfil · d1 blanques dama · e1 blanques rei · f1 blanques alfil · h1 blanques torre | a8 negres torre · b8 negres cavall · c8 negres alfil · d8 negres dama · e8 negres rei · g8 negres cavall · h8 negres torre · a7 negres peó · b7 negres peó · c7 negres peó · f7 negres peó · g7 negres peó · h7 negres peó · d6 negres alfil · d5 blanques peó · e5 negres peó · f3 blanques cavall · a2 blanques peó · b2 blanques peó · c2 blanques peó · d2 blanques peó · f2 blanques peó · g2 blanques peó · h2 blanques peó · a1 blanques torre · b1 blanques cavall · c1 blanques alfil · d1 blanques dama · e1 blanques rei · f1 blanques alfil · h1 blanques torre | a8 negres torre · b8 negres cavall · c8 negres alfil · d8 negres dama · e8 negres rei · g8 negres cavall · h8 negres torre · a7 negres peó · b7 negres peó · c7 negres peó · f7 negres peó · g7 negres peó · h7 negres peó · d6 negres alfil · d5 blanques peó · e5 negres peó · f3 blanques cavall · a2 blanques peó · b2 blanques peó · c2 blanques peó · d2 blanques peó · f2 blanques peó · g2 blanques peó · h2 blanques peó · a1 blanques torre · b1 blanques cavall · c1 blanques alfil · d1 blanques dama · e1 blanques rei · f1 blanques alfil · h1 blanques torre | 8 |
| 7 | a8 negres torre · b8 negres cavall · c8 negres alfil · d8 negres dama · e8 negres rei · g8 negres cavall · h8 negres torre · a7 negres peó · b7 negres peó · c7 negres peó · f7 negres peó · g7 negres peó · h7 negres peó · d6 negres alfil · d5 blanques peó · e5 negres peó · f3 blanques cavall · a2 blanques peó · b2 blanques peó · c2 blanques peó · d2 blanques peó · f2 blanques peó · g2 blanques peó · h2 blanques peó · a1 blanques torre · b1 blanques cavall · c1 blanques alfil · d1 blanques dama · e1 blanques rei · f1 blanques alfil · h1 blanques torre | a8 negres torre · b8 negres cavall · c8 negres alfil · d8 negres dama · e8 negres rei · g8 negres cavall · h8 negres torre · a7 negres peó · b7 negres peó · c7 negres peó · f7 negres peó · g7 negres peó · h7 negres peó · d6 negres alfil · d5 blanques peó · e5 negres peó · f3 blanques cavall · a2 blanques peó · b2 blanques peó · c2 blanques peó · d2 blanques peó · f2 blanques peó · g2 blanques peó · h2 blanques peó · a1 blanques torre · b1 blanques cavall · c1 blanques alfil · d1 blanques dama · e1 blanques rei · f1 blanques alfil · h1 blanques torre | a8 negres torre · b8 negres cavall · c8 negres alfil · d8 negres dama · e8 negres rei · g8 negres cavall · h8 negres torre · a7 negres peó · b7 negres peó · c7 negres peó · f7 negres peó · g7 negres peó · h7 negres peó · d6 negres alfil · d5 blanques peó · e5 negres peó · f3 blanques cavall · a2 blanques peó · b2 blanques peó · c2 blanques peó · d2 blanques peó · f2 blanques peó · g2 blanques peó · h2 blanques peó · a1 blanques torre · b1 blanques cavall · c1 blanques alfil · d1 blanques dama · e1 blanques rei · f1 blanques alfil · h1 blanques torre | a8 negres torre · b8 negres cavall · c8 negres alfil · d8 negres dama · e8 negres rei · g8 negres cavall · h8 negres torre · a7 negres peó · b7 negres peó · c7 negres peó · f7 negres peó · g7 negres peó · h7 negres peó · d6 negres alfil · d5 blanques peó · e5 negres peó · f3 blanques cavall · a2 blanques peó · b2 blanques peó · c2 blanques peó · d2 blanques peó · f2 blanques peó · g2 blanques peó · h2 blanques peó · a1 blanques torre · b1 blanques cavall · c1 blanques alfil · d1 blanques dama · e1 blanques rei · f1 blanques alfil · h1 blanques torre | a8 negres torre · b8 negres cavall · c8 negres alfil · d8 negres dama · e8 negres rei · g8 negres cavall · h8 negres torre · a7 negres peó · b7 negres peó · c7 negres peó · f7 negres peó · g7 negres peó · h7 negres peó · d6 negres alfil · d5 blanques peó · e5 negres peó · f3 blanques cavall · a2 blanques peó · b2 blanques peó · c2 blanques peó · d2 blanques peó · f2 blanques peó · g2 blanques peó · h2 blanques peó · a1 blanques torre · b1 blanques cavall · c1 blanques alfil · d1 blanques dama · e1 blanques rei · f1 blanques alfil · h1 blanques torre | a8 negres torre · b8 negres cavall · c8 negres alfil · d8 negres dama · e8 negres rei · g8 negres cavall · h8 negres torre · a7 negres peó · b7 negres peó · c7 negres peó · f7 negres peó · g7 negres peó · h7 negres peó · d6 negres alfil · d5 blanques peó · e5 negres peó · f3 blanques cavall · a2 blanques peó · b2 blanques peó · c2 blanques peó · d2 blanques peó · f2 blanques peó · g2 blanques peó · h2 blanques peó · a1 blanques torre · b1 blanques cavall · c1 blanques alfil · d1 blanques dama · e1 blanques rei · f1 blanques alfil · h1 blanques torre | a8 negres torre · b8 negres cavall · c8 negres alfil · d8 negres dama · e8 negres rei · g8 negres cavall · h8 negres torre · a7 negres peó · b7 negres peó · c7 negres peó · f7 negres peó · g7 negres peó · h7 negres peó · d6 negres alfil · d5 blanques peó · e5 negres peó · f3 blanques cavall · a2 blanques peó · b2 blanques peó · c2 blanques peó · d2 blanques peó · f2 blanques peó · g2 blanques peó · h2 blanques peó · a1 blanques torre · b1 blanques cavall · c1 blanques alfil · d1 blanques dama · e1 blanques rei · f1 blanques alfil · h1 blanques torre | a8 negres torre · b8 negres cavall · c8 negres alfil · d8 negres dama · e8 negres rei · g8 negres cavall · h8 negres torre · a7 negres peó · b7 negres peó · c7 negres peó · f7 negres peó · g7 negres peó · h7 negres peó · d6 negres alfil · d5 blanques peó · e5 negres peó · f3 blanques cavall · a2 blanques peó · b2 blanques peó · c2 blanques peó · d2 blanques peó · f2 blanques peó · g2 blanques peó · h2 blanques peó · a1 blanques torre · b1 blanques cavall · c1 blanques alfil · d1 blanques dama · e1 blanques rei · f1 blanques alfil · h1 blanques torre | 7 |
| 6 | a8 negres torre · b8 negres cavall · c8 negres alfil · d8 negres dama · e8 negres rei · g8 negres cavall · h8 negres torre · a7 negres peó · b7 negres peó · c7 negres peó · f7 negres peó · g7 negres peó · h7 negres peó · d6 negres alfil · d5 blanques peó · e5 negres peó · f3 blanques cavall · a2 blanques peó · b2 blanques peó · c2 blanques peó · d2 blanques peó · f2 blanques peó · g2 blanques peó · h2 blanques peó · a1 blanques torre · b1 blanques cavall · c1 blanques alfil · d1 blanques dama · e1 blanques rei · f1 blanques alfil · h1 blanques torre | a8 negres torre · b8 negres cavall · c8 negres alfil · d8 negres dama · e8 negres rei · g8 negres cavall · h8 negres torre · a7 negres peó · b7 negres peó · c7 negres peó · f7 negres peó · g7 negres peó · h7 negres peó · d6 negres alfil · d5 blanques peó · e5 negres peó · f3 blanques cavall · a2 blanques peó · b2 blanques peó · c2 blanques peó · d2 blanques peó · f2 blanques peó · g2 blanques peó · h2 blanques peó · a1 blanques torre · b1 blanques cavall · c1 blanques alfil · d1 blanques dama · e1 blanques rei · f1 blanques alfil · h1 blanques torre | a8 negres torre · b8 negres cavall · c8 negres alfil · d8 negres dama · e8 negres rei · g8 negres cavall · h8 negres torre · a7 negres peó · b7 negres peó · c7 negres peó · f7 negres peó · g7 negres peó · h7 negres peó · d6 negres alfil · d5 blanques peó · e5 negres peó · f3 blanques cavall · a2 blanques peó · b2 blanques peó · c2 blanques peó · d2 blanques peó · f2 blanques peó · g2 blanques peó · h2 blanques peó · a1 blanques torre · b1 blanques cavall · c1 blanques alfil · d1 blanques dama · e1 blanques rei · f1 blanques alfil · h1 blanques torre | a8 negres torre · b8 negres cavall · c8 negres alfil · d8 negres dama · e8 negres rei · g8 negres cavall · h8 negres torre · a7 negres peó · b7 negres peó · c7 negres peó · f7 negres peó · g7 negres peó · h7 negres peó · d6 negres alfil · d5 blanques peó · e5 negres peó · f3 blanques cavall · a2 blanques peó · b2 blanques peó · c2 blanques peó · d2 blanques peó · f2 blanques peó · g2 blanques peó · h2 blanques peó · a1 blanques torre · b1 blanques cavall · c1 blanques alfil · d1 blanques dama · e1 blanques rei · f1 blanques alfil · h1 blanques torre | a8 negres torre · b8 negres cavall · c8 negres alfil · d8 negres dama · e8 negres rei · g8 negres cavall · h8 negres torre · a7 negres peó · b7 negres peó · c7 negres peó · f7 negres peó · g7 negres peó · h7 negres peó · d6 negres alfil · d5 blanques peó · e5 negres peó · f3 blanques cavall · a2 blanques peó · b2 blanques peó · c2 blanques peó · d2 blanques peó · f2 blanques peó · g2 blanques peó · h2 blanques peó · a1 blanques torre · b1 blanques cavall · c1 blanques alfil · d1 blanques dama · e1 blanques rei · f1 blanques alfil · h1 blanques torre | a8 negres torre · b8 negres cavall · c8 negres alfil · d8 negres dama · e8 negres rei · g8 negres cavall · h8 negres torre · a7 negres peó · b7 negres peó · c7 negres peó · f7 negres peó · g7 negres peó · h7 negres peó · d6 negres alfil · d5 blanques peó · e5 negres peó · f3 blanques cavall · a2 blanques peó · b2 blanques peó · c2 blanques peó · d2 blanques peó · f2 blanques peó · g2 blanques peó · h2 blanques peó · a1 blanques torre · b1 blanques cavall · c1 blanques alfil · d1 blanques dama · e1 blanques rei · f1 blanques alfil · h1 blanques torre | a8 negres torre · b8 negres cavall · c8 negres alfil · d8 negres dama · e8 negres rei · g8 negres cavall · h8 negres torre · a7 negres peó · b7 negres peó · c7 negres peó · f7 negres peó · g7 negres peó · h7 negres peó · d6 negres alfil · d5 blanques peó · e5 negres peó · f3 blanques cavall · a2 blanques peó · b2 blanques peó · c2 blanques peó · d2 blanques peó · f2 blanques peó · g2 blanques peó · h2 blanques peó · a1 blanques torre · b1 blanques cavall · c1 blanques alfil · d1 blanques dama · e1 blanques rei · f1 blanques alfil · h1 blanques torre | a8 negres torre · b8 negres cavall · c8 negres alfil · d8 negres dama · e8 negres rei · g8 negres cavall · h8 negres torre · a7 negres peó · b7 negres peó · c7 negres peó · f7 negres peó · g7 negres peó · h7 negres peó · d6 negres alfil · d5 blanques peó · e5 negres peó · f3 blanques cavall · a2 blanques peó · b2 blanques peó · c2 blanques peó · d2 blanques peó · f2 blanques peó · g2 blanques peó · h2 blanques peó · a1 blanques torre · b1 blanques cavall · c1 blanques alfil · d1 blanques dama · e1 blanques rei · f1 blanques alfil · h1 blanques torre | 6 |
| 5 | a8 negres torre · b8 negres cavall · c8 negres alfil · d8 negres dama · e8 negres rei · g8 negres cavall · h8 negres torre · a7 negres peó · b7 negres peó · c7 negres peó · f7 negres peó · g7 negres peó · h7 negres peó · d6 negres alfil · d5 blanques peó · e5 negres peó · f3 blanques cavall · a2 blanques peó · b2 blanques peó · c2 blanques peó · d2 blanques peó · f2 blanques peó · g2 blanques peó · h2 blanques peó · a1 blanques torre · b1 blanques cavall · c1 blanques alfil · d1 blanques dama · e1 blanques rei · f1 blanques alfil · h1 blanques torre | a8 negres torre · b8 negres cavall · c8 negres alfil · d8 negres dama · e8 negres rei · g8 negres cavall · h8 negres torre · a7 negres peó · b7 negres peó · c7 negres peó · f7 negres peó · g7 negres peó · h7 negres peó · d6 negres alfil · d5 blanques peó · e5 negres peó · f3 blanques cavall · a2 blanques peó · b2 blanques peó · c2 blanques peó · d2 blanques peó · f2 blanques peó · g2 blanques peó · h2 blanques peó · a1 blanques torre · b1 blanques cavall · c1 blanques alfil · d1 blanques dama · e1 blanques rei · f1 blanques alfil · h1 blanques torre | a8 negres torre · b8 negres cavall · c8 negres alfil · d8 negres dama · e8 negres rei · g8 negres cavall · h8 negres torre · a7 negres peó · b7 negres peó · c7 negres peó · f7 negres peó · g7 negres peó · h7 negres peó · d6 negres alfil · d5 blanques peó · e5 negres peó · f3 blanques cavall · a2 blanques peó · b2 blanques peó · c2 blanques peó · d2 blanques peó · f2 blanques peó · g2 blanques peó · h2 blanques peó · a1 blanques torre · b1 blanques cavall · c1 blanques alfil · d1 blanques dama · e1 blanques rei · f1 blanques alfil · h1 blanques torre | a8 negres torre · b8 negres cavall · c8 negres alfil · d8 negres dama · e8 negres rei · g8 negres cavall · h8 negres torre · a7 negres peó · b7 negres peó · c7 negres peó · f7 negres peó · g7 negres peó · h7 negres peó · d6 negres alfil · d5 blanques peó · e5 negres peó · f3 blanques cavall · a2 blanques peó · b2 blanques peó · c2 blanques peó · d2 blanques peó · f2 blanques peó · g2 blanques peó · h2 blanques peó · a1 blanques torre · b1 blanques cavall · c1 blanques alfil · d1 blanques dama · e1 blanques rei · f1 blanques alfil · h1 blanques torre | a8 negres torre · b8 negres cavall · c8 negres alfil · d8 negres dama · e8 negres rei · g8 negres cavall · h8 negres torre · a7 negres peó · b7 negres peó · c7 negres peó · f7 negres peó · g7 negres peó · h7 negres peó · d6 negres alfil · d5 blanques peó · e5 negres peó · f3 blanques cavall · a2 blanques peó · b2 blanques peó · c2 blanques peó · d2 blanques peó · f2 blanques peó · g2 blanques peó · h2 blanques peó · a1 blanques torre · b1 blanques cavall · c1 blanques alfil · d1 blanques dama · e1 blanques rei · f1 blanques alfil · h1 blanques torre | a8 negres torre · b8 negres cavall · c8 negres alfil · d8 negres dama · e8 negres rei · g8 negres cavall · h8 negres torre · a7 negres peó · b7 negres peó · c7 negres peó · f7 negres peó · g7 negres peó · h7 negres peó · d6 negres alfil · d5 blanques peó · e5 negres peó · f3 blanques cavall · a2 blanques peó · b2 blanques peó · c2 blanques peó · d2 blanques peó · f2 blanques peó · g2 blanques peó · h2 blanques peó · a1 blanques torre · b1 blanques cavall · c1 blanques alfil · d1 blanques dama · e1 blanques rei · f1 blanques alfil · h1 blanques torre | a8 negres torre · b8 negres cavall · c8 negres alfil · d8 negres dama · e8 negres rei · g8 negres cavall · h8 negres torre · a7 negres peó · b7 negres peó · c7 negres peó · f7 negres peó · g7 negres peó · h7 negres peó · d6 negres alfil · d5 blanques peó · e5 negres peó · f3 blanques cavall · a2 blanques peó · b2 blanques peó · c2 blanques peó · d2 blanques peó · f2 blanques peó · g2 blanques peó · h2 blanques peó · a1 blanques torre · b1 blanques cavall · c1 blanques alfil · d1 blanques dama · e1 blanques rei · f1 blanques alfil · h1 blanques torre | a8 negres torre · b8 negres cavall · c8 negres alfil · d8 negres dama · e8 negres rei · g8 negres cavall · h8 negres torre · a7 negres peó · b7 negres peó · c7 negres peó · f7 negres peó · g7 negres peó · h7 negres peó · d6 negres alfil · d5 blanques peó · e5 negres peó · f3 blanques cavall · a2 blanques peó · b2 blanques peó · c2 blanques peó · d2 blanques peó · f2 blanques peó · g2 blanques peó · h2 blanques peó · a1 blanques torre · b1 blanques cavall · c1 blanques alfil · d1 blanques dama · e1 blanques rei · f1 blanques alfil · h1 blanques torre | 5 |
| 4 | a8 negres torre · b8 negres cavall · c8 negres alfil · d8 negres dama · e8 negres rei · g8 negres cavall · h8 negres torre · a7 negres peó · b7 negres peó · c7 negres peó · f7 negres peó · g7 negres peó · h7 negres peó · d6 negres alfil · d5 blanques peó · e5 negres peó · f3 blanques cavall · a2 blanques peó · b2 blanques peó · c2 blanques peó · d2 blanques peó · f2 blanques peó · g2 blanques peó · h2 blanques peó · a1 blanques torre · b1 blanques cavall · c1 blanques alfil · d1 blanques dama · e1 blanques rei · f1 blanques alfil · h1 blanques torre | a8 negres torre · b8 negres cavall · c8 negres alfil · d8 negres dama · e8 negres rei · g8 negres cavall · h8 negres torre · a7 negres peó · b7 negres peó · c7 negres peó · f7 negres peó · g7 negres peó · h7 negres peó · d6 negres alfil · d5 blanques peó · e5 negres peó · f3 blanques cavall · a2 blanques peó · b2 blanques peó · c2 blanques peó · d2 blanques peó · f2 blanques peó · g2 blanques peó · h2 blanques peó · a1 blanques torre · b1 blanques cavall · c1 blanques alfil · d1 blanques dama · e1 blanques rei · f1 blanques alfil · h1 blanques torre | a8 negres torre · b8 negres cavall · c8 negres alfil · d8 negres dama · e8 negres rei · g8 negres cavall · h8 negres torre · a7 negres peó · b7 negres peó · c7 negres peó · f7 negres peó · g7 negres peó · h7 negres peó · d6 negres alfil · d5 blanques peó · e5 negres peó · f3 blanques cavall · a2 blanques peó · b2 blanques peó · c2 blanques peó · d2 blanques peó · f2 blanques peó · g2 blanques peó · h2 blanques peó · a1 blanques torre · b1 blanques cavall · c1 blanques alfil · d1 blanques dama · e1 blanques rei · f1 blanques alfil · h1 blanques torre | a8 negres torre · b8 negres cavall · c8 negres alfil · d8 negres dama · e8 negres rei · g8 negres cavall · h8 negres torre · a7 negres peó · b7 negres peó · c7 negres peó · f7 negres peó · g7 negres peó · h7 negres peó · d6 negres alfil · d5 blanques peó · e5 negres peó · f3 blanques cavall · a2 blanques peó · b2 blanques peó · c2 blanques peó · d2 blanques peó · f2 blanques peó · g2 blanques peó · h2 blanques peó · a1 blanques torre · b1 blanques cavall · c1 blanques alfil · d1 blanques dama · e1 blanques rei · f1 blanques alfil · h1 blanques torre | a8 negres torre · b8 negres cavall · c8 negres alfil · d8 negres dama · e8 negres rei · g8 negres cavall · h8 negres torre · a7 negres peó · b7 negres peó · c7 negres peó · f7 negres peó · g7 negres peó · h7 negres peó · d6 negres alfil · d5 blanques peó · e5 negres peó · f3 blanques cavall · a2 blanques peó · b2 blanques peó · c2 blanques peó · d2 blanques peó · f2 blanques peó · g2 blanques peó · h2 blanques peó · a1 blanques torre · b1 blanques cavall · c1 blanques alfil · d1 blanques dama · e1 blanques rei · f1 blanques alfil · h1 blanques torre | a8 negres torre · b8 negres cavall · c8 negres alfil · d8 negres dama · e8 negres rei · g8 negres cavall · h8 negres torre · a7 negres peó · b7 negres peó · c7 negres peó · f7 negres peó · g7 negres peó · h7 negres peó · d6 negres alfil · d5 blanques peó · e5 negres peó · f3 blanques cavall · a2 blanques peó · b2 blanques peó · c2 blanques peó · d2 blanques peó · f2 blanques peó · g2 blanques peó · h2 blanques peó · a1 blanques torre · b1 blanques cavall · c1 blanques alfil · d1 blanques dama · e1 blanques rei · f1 blanques alfil · h1 blanques torre | a8 negres torre · b8 negres cavall · c8 negres alfil · d8 negres dama · e8 negres rei · g8 negres cavall · h8 negres torre · a7 negres peó · b7 negres peó · c7 negres peó · f7 negres peó · g7 negres peó · h7 negres peó · d6 negres alfil · d5 blanques peó · e5 negres peó · f3 blanques cavall · a2 blanques peó · b2 blanques peó · c2 blanques peó · d2 blanques peó · f2 blanques peó · g2 blanques peó · h2 blanques peó · a1 blanques torre · b1 blanques cavall · c1 blanques alfil · d1 blanques dama · e1 blanques rei · f1 blanques alfil · h1 blanques torre | a8 negres torre · b8 negres cavall · c8 negres alfil · d8 negres dama · e8 negres rei · g8 negres cavall · h8 negres torre · a7 negres peó · b7 negres peó · c7 negres peó · f7 negres peó · g7 negres peó · h7 negres peó · d6 negres alfil · d5 blanques peó · e5 negres peó · f3 blanques cavall · a2 blanques peó · b2 blanques peó · c2 blanques peó · d2 blanques peó · f2 blanques peó · g2 blanques peó · h2 blanques peó · a1 blanques torre · b1 blanques cavall · c1 blanques alfil · d1 blanques dama · e1 blanques rei · f1 blanques alfil · h1 blanques torre | 4 |
| 3 | a8 negres torre · b8 negres cavall · c8 negres alfil · d8 negres dama · e8 negres rei · g8 negres cavall · h8 negres torre · a7 negres peó · b7 negres peó · c7 negres peó · f7 negres peó · g7 negres peó · h7 negres peó · d6 negres alfil · d5 blanques peó · e5 negres peó · f3 blanques cavall · a2 blanques peó · b2 blanques peó · c2 blanques peó · d2 blanques peó · f2 blanques peó · g2 blanques peó · h2 blanques peó · a1 blanques torre · b1 blanques cavall · c1 blanques alfil · d1 blanques dama · e1 blanques rei · f1 blanques alfil · h1 blanques torre | a8 negres torre · b8 negres cavall · c8 negres alfil · d8 negres dama · e8 negres rei · g8 negres cavall · h8 negres torre · a7 negres peó · b7 negres peó · c7 negres peó · f7 negres peó · g7 negres peó · h7 negres peó · d6 negres alfil · d5 blanques peó · e5 negres peó · f3 blanques cavall · a2 blanques peó · b2 blanques peó · c2 blanques peó · d2 blanques peó · f2 blanques peó · g2 blanques peó · h2 blanques peó · a1 blanques torre · b1 blanques cavall · c1 blanques alfil · d1 blanques dama · e1 blanques rei · f1 blanques alfil · h1 blanques torre | a8 negres torre · b8 negres cavall · c8 negres alfil · d8 negres dama · e8 negres rei · g8 negres cavall · h8 negres torre · a7 negres peó · b7 negres peó · c7 negres peó · f7 negres peó · g7 negres peó · h7 negres peó · d6 negres alfil · d5 blanques peó · e5 negres peó · f3 blanques cavall · a2 blanques peó · b2 blanques peó · c2 blanques peó · d2 blanques peó · f2 blanques peó · g2 blanques peó · h2 blanques peó · a1 blanques torre · b1 blanques cavall · c1 blanques alfil · d1 blanques dama · e1 blanques rei · f1 blanques alfil · h1 blanques torre | a8 negres torre · b8 negres cavall · c8 negres alfil · d8 negres dama · e8 negres rei · g8 negres cavall · h8 negres torre · a7 negres peó · b7 negres peó · c7 negres peó · f7 negres peó · g7 negres peó · h7 negres peó · d6 negres alfil · d5 blanques peó · e5 negres peó · f3 blanques cavall · a2 blanques peó · b2 blanques peó · c2 blanques peó · d2 blanques peó · f2 blanques peó · g2 blanques peó · h2 blanques peó · a1 blanques torre · b1 blanques cavall · c1 blanques alfil · d1 blanques dama · e1 blanques rei · f1 blanques alfil · h1 blanques torre | a8 negres torre · b8 negres cavall · c8 negres alfil · d8 negres dama · e8 negres rei · g8 negres cavall · h8 negres torre · a7 negres peó · b7 negres peó · c7 negres peó · f7 negres peó · g7 negres peó · h7 negres peó · d6 negres alfil · d5 blanques peó · e5 negres peó · f3 blanques cavall · a2 blanques peó · b2 blanques peó · c2 blanques peó · d2 blanques peó · f2 blanques peó · g2 blanques peó · h2 blanques peó · a1 blanques torre · b1 blanques cavall · c1 blanques alfil · d1 blanques dama · e1 blanques rei · f1 blanques alfil · h1 blanques torre | a8 negres torre · b8 negres cavall · c8 negres alfil · d8 negres dama · e8 negres rei · g8 negres cavall · h8 negres torre · a7 negres peó · b7 negres peó · c7 negres peó · f7 negres peó · g7 negres peó · h7 negres peó · d6 negres alfil · d5 blanques peó · e5 negres peó · f3 blanques cavall · a2 blanques peó · b2 blanques peó · c2 blanques peó · d2 blanques peó · f2 blanques peó · g2 blanques peó · h2 blanques peó · a1 blanques torre · b1 blanques cavall · c1 blanques alfil · d1 blanques dama · e1 blanques rei · f1 blanques alfil · h1 blanques torre | a8 negres torre · b8 negres cavall · c8 negres alfil · d8 negres dama · e8 negres rei · g8 negres cavall · h8 negres torre · a7 negres peó · b7 negres peó · c7 negres peó · f7 negres peó · g7 negres peó · h7 negres peó · d6 negres alfil · d5 blanques peó · e5 negres peó · f3 blanques cavall · a2 blanques peó · b2 blanques peó · c2 blanques peó · d2 blanques peó · f2 blanques peó · g2 blanques peó · h2 blanques peó · a1 blanques torre · b1 blanques cavall · c1 blanques alfil · d1 blanques dama · e1 blanques rei · f1 blanques alfil · h1 blanques torre | a8 negres torre · b8 negres cavall · c8 negres alfil · d8 negres dama · e8 negres rei · g8 negres cavall · h8 negres torre · a7 negres peó · b7 negres peó · c7 negres peó · f7 negres peó · g7 negres peó · h7 negres peó · d6 negres alfil · d5 blanques peó · e5 negres peó · f3 blanques cavall · a2 blanques peó · b2 blanques peó · c2 blanques peó · d2 blanques peó · f2 blanques peó · g2 blanques peó · h2 blanques peó · a1 blanques torre · b1 blanques cavall · c1 blanques alfil · d1 blanques dama · e1 blanques rei · f1 blanques alfil · h1 blanques torre | 3 |
| 2 | a8 negres torre · b8 negres cavall · c8 negres alfil · d8 negres dama · e8 negres rei · g8 negres cavall · h8 negres torre · a7 negres peó · b7 negres peó · c7 negres peó · f7 negres peó · g7 negres peó · h7 negres peó · d6 negres alfil · d5 blanques peó · e5 negres peó · f3 blanques cavall · a2 blanques peó · b2 blanques peó · c2 blanques peó · d2 blanques peó · f2 blanques peó · g2 blanques peó · h2 blanques peó · a1 blanques torre · b1 blanques cavall · c1 blanques alfil · d1 blanques dama · e1 blanques rei · f1 blanques alfil · h1 blanques torre | a8 negres torre · b8 negres cavall · c8 negres alfil · d8 negres dama · e8 negres rei · g8 negres cavall · h8 negres torre · a7 negres peó · b7 negres peó · c7 negres peó · f7 negres peó · g7 negres peó · h7 negres peó · d6 negres alfil · d5 blanques peó · e5 negres peó · f3 blanques cavall · a2 blanques peó · b2 blanques peó · c2 blanques peó · d2 blanques peó · f2 blanques peó · g2 blanques peó · h2 blanques peó · a1 blanques torre · b1 blanques cavall · c1 blanques alfil · d1 blanques dama · e1 blanques rei · f1 blanques alfil · h1 blanques torre | a8 negres torre · b8 negres cavall · c8 negres alfil · d8 negres dama · e8 negres rei · g8 negres cavall · h8 negres torre · a7 negres peó · b7 negres peó · c7 negres peó · f7 negres peó · g7 negres peó · h7 negres peó · d6 negres alfil · d5 blanques peó · e5 negres peó · f3 blanques cavall · a2 blanques peó · b2 blanques peó · c2 blanques peó · d2 blanques peó · f2 blanques peó · g2 blanques peó · h2 blanques peó · a1 blanques torre · b1 blanques cavall · c1 blanques alfil · d1 blanques dama · e1 blanques rei · f1 blanques alfil · h1 blanques torre | a8 negres torre · b8 negres cavall · c8 negres alfil · d8 negres dama · e8 negres rei · g8 negres cavall · h8 negres torre · a7 negres peó · b7 negres peó · c7 negres peó · f7 negres peó · g7 negres peó · h7 negres peó · d6 negres alfil · d5 blanques peó · e5 negres peó · f3 blanques cavall · a2 blanques peó · b2 blanques peó · c2 blanques peó · d2 blanques peó · f2 blanques peó · g2 blanques peó · h2 blanques peó · a1 blanques torre · b1 blanques cavall · c1 blanques alfil · d1 blanques dama · e1 blanques rei · f1 blanques alfil · h1 blanques torre | a8 negres torre · b8 negres cavall · c8 negres alfil · d8 negres dama · e8 negres rei · g8 negres cavall · h8 negres torre · a7 negres peó · b7 negres peó · c7 negres peó · f7 negres peó · g7 negres peó · h7 negres peó · d6 negres alfil · d5 blanques peó · e5 negres peó · f3 blanques cavall · a2 blanques peó · b2 blanques peó · c2 blanques peó · d2 blanques peó · f2 blanques peó · g2 blanques peó · h2 blanques peó · a1 blanques torre · b1 blanques cavall · c1 blanques alfil · d1 blanques dama · e1 blanques rei · f1 blanques alfil · h1 blanques torre | a8 negres torre · b8 negres cavall · c8 negres alfil · d8 negres dama · e8 negres rei · g8 negres cavall · h8 negres torre · a7 negres peó · b7 negres peó · c7 negres peó · f7 negres peó · g7 negres peó · h7 negres peó · d6 negres alfil · d5 blanques peó · e5 negres peó · f3 blanques cavall · a2 blanques peó · b2 blanques peó · c2 blanques peó · d2 blanques peó · f2 blanques peó · g2 blanques peó · h2 blanques peó · a1 blanques torre · b1 blanques cavall · c1 blanques alfil · d1 blanques dama · e1 blanques rei · f1 blanques alfil · h1 blanques torre | a8 negres torre · b8 negres cavall · c8 negres alfil · d8 negres dama · e8 negres rei · g8 negres cavall · h8 negres torre · a7 negres peó · b7 negres peó · c7 negres peó · f7 negres peó · g7 negres peó · h7 negres peó · d6 negres alfil · d5 blanques peó · e5 negres peó · f3 blanques cavall · a2 blanques peó · b2 blanques peó · c2 blanques peó · d2 blanques peó · f2 blanques peó · g2 blanques peó · h2 blanques peó · a1 blanques torre · b1 blanques cavall · c1 blanques alfil · d1 blanques dama · e1 blanques rei · f1 blanques alfil · h1 blanques torre | a8 negres torre · b8 negres cavall · c8 negres alfil · d8 negres dama · e8 negres rei · g8 negres cavall · h8 negres torre · a7 negres peó · b7 negres peó · c7 negres peó · f7 negres peó · g7 negres peó · h7 negres peó · d6 negres alfil · d5 blanques peó · e5 negres peó · f3 blanques cavall · a2 blanques peó · b2 blanques peó · c2 blanques peó · d2 blanques peó · f2 blanques peó · g2 blanques peó · h2 blanques peó · a1 blanques torre · b1 blanques cavall · c1 blanques alfil · d1 blanques dama · e1 blanques rei · f1 blanques alfil · h1 blanques torre | 2 |
| 1 | a8 negres torre · b8 negres cavall · c8 negres alfil · d8 negres dama · e8 negres rei · g8 negres cavall · h8 negres torre · a7 negres peó · b7 negres peó · c7 negres peó · f7 negres peó · g7 negres peó · h7 negres peó · d6 negres alfil · d5 blanques peó · e5 negres peó · f3 blanques cavall · a2 blanques peó · b2 blanques peó · c2 blanques peó · d2 blanques peó · f2 blanques peó · g2 blanques peó · h2 blanques peó · a1 blanques torre · b1 blanques cavall · c1 blanques alfil · d1 blanques dama · e1 blanques rei · f1 blanques alfil · h1 blanques torre | a8 negres torre · b8 negres cavall · c8 negres alfil · d8 negres dama · e8 negres rei · g8 negres cavall · h8 negres torre · a7 negres peó · b7 negres peó · c7 negres peó · f7 negres peó · g7 negres peó · h7 negres peó · d6 negres alfil · d5 blanques peó · e5 negres peó · f3 blanques cavall · a2 blanques peó · b2 blanques peó · c2 blanques peó · d2 blanques peó · f2 blanques peó · g2 blanques peó · h2 blanques peó · a1 blanques torre · b1 blanques cavall · c1 blanques alfil · d1 blanques dama · e1 blanques rei · f1 blanques alfil · h1 blanques torre | a8 negres torre · b8 negres cavall · c8 negres alfil · d8 negres dama · e8 negres rei · g8 negres cavall · h8 negres torre · a7 negres peó · b7 negres peó · c7 negres peó · f7 negres peó · g7 negres peó · h7 negres peó · d6 negres alfil · d5 blanques peó · e5 negres peó · f3 blanques cavall · a2 blanques peó · b2 blanques peó · c2 blanques peó · d2 blanques peó · f2 blanques peó · g2 blanques peó · h2 blanques peó · a1 blanques torre · b1 blanques cavall · c1 blanques alfil · d1 blanques dama · e1 blanques rei · f1 blanques alfil · h1 blanques torre | a8 negres torre · b8 negres cavall · c8 negres alfil · d8 negres dama · e8 negres rei · g8 negres cavall · h8 negres torre · a7 negres peó · b7 negres peó · c7 negres peó · f7 negres peó · g7 negres peó · h7 negres peó · d6 negres alfil · d5 blanques peó · e5 negres peó · f3 blanques cavall · a2 blanques peó · b2 blanques peó · c2 blanques peó · d2 blanques peó · f2 blanques peó · g2 blanques peó · h2 blanques peó · a1 blanques torre · b1 blanques cavall · c1 blanques alfil · d1 blanques dama · e1 blanques rei · f1 blanques alfil · h1 blanques torre | a8 negres torre · b8 negres cavall · c8 negres alfil · d8 negres dama · e8 negres rei · g8 negres cavall · h8 negres torre · a7 negres peó · b7 negres peó · c7 negres peó · f7 negres peó · g7 negres peó · h7 negres peó · d6 negres alfil · d5 blanques peó · e5 negres peó · f3 blanques cavall · a2 blanques peó · b2 blanques peó · c2 blanques peó · d2 blanques peó · f2 blanques peó · g2 blanques peó · h2 blanques peó · a1 blanques torre · b1 blanques cavall · c1 blanques alfil · d1 blanques dama · e1 blanques rei · f1 blanques alfil · h1 blanques torre | a8 negres torre · b8 negres cavall · c8 negres alfil · d8 negres dama · e8 negres rei · g8 negres cavall · h8 negres torre · a7 negres peó · b7 negres peó · c7 negres peó · f7 negres peó · g7 negres peó · h7 negres peó · d6 negres alfil · d5 blanques peó · e5 negres peó · f3 blanques cavall · a2 blanques peó · b2 blanques peó · c2 blanques peó · d2 blanques peó · f2 blanques peó · g2 blanques peó · h2 blanques peó · a1 blanques torre · b1 blanques cavall · c1 blanques alfil · d1 blanques dama · e1 blanques rei · f1 blanques alfil · h1 blanques torre | a8 negres torre · b8 negres cavall · c8 negres alfil · d8 negres dama · e8 negres rei · g8 negres cavall · h8 negres torre · a7 negres peó · b7 negres peó · c7 negres peó · f7 negres peó · g7 negres peó · h7 negres peó · d6 negres alfil · d5 blanques peó · e5 negres peó · f3 blanques cavall · a2 blanques peó · b2 blanques peó · c2 blanques peó · d2 blanques peó · f2 blanques peó · g2 blanques peó · h2 blanques peó · a1 blanques torre · b1 blanques cavall · c1 blanques alfil · d1 blanques dama · e1 blanques rei · f1 blanques alfil · h1 blanques torre | a8 negres torre · b8 negres cavall · c8 negres alfil · d8 negres dama · e8 negres rei · g8 negres cavall · h8 negres torre · a7 negres peó · b7 negres peó · c7 negres peó · f7 negres peó · g7 negres peó · h7 negres peó · d6 negres alfil · d5 blanques peó · e5 negres peó · f3 blanques cavall · a2 blanques peó · b2 blanques peó · c2 blanques peó · d2 blanques peó · f2 blanques peó · g2 blanques peó · h2 blanques peó · a1 blanques torre · b1 blanques cavall · c1 blanques alfil · d1 blanques dama · e1 blanques rei · f1 blanques alfil · h1 blanques torre | 1 |
|   | a | b | c | d | e | f | g | h |   |

Després de 3...Ad6 4.d4 e4 5.Ce5 Cf6 6.Cc3 0-0 7.Ac4, segons de Firmian, les blanques tenen una clara superioritat, tot i que no un atac immediat.

### 3.Cxe5
Després de 3.Cxe5:
- Les negres fan 3...Ad6 4.d4 dxe4 5.Ac4 Axe5 6.Dh5 Df6 7.dxe5, que es considera lleugerament millor per a les blanques.
- A la partida Lob–Eliskases, Campionat per equips alemany de 1929, les negres van fer 3...dxe4. La partida va continuar 4.Ac4 Dg5 5.Axf7+ Re7 6.d4 Dxg2 7.Tf1 Ah3 8.Ac4 Cf6 9.Af4 i les blanques estaven guanyant.
- 3...De7? du a avantatge blanc després de 4.d4 f6 5.Cd3 dxe4 6.Cf4 Df7 7.Cd2 (Bondarevsky-Lilienthal, URSS 1941).